# Tony Tough and the Night of Roasted Moths
Tony Tough and the Night of Roasted Moths, conosciuto anche come Tony Tough e la notte delle falene abbrustolite, è un'avventura punta e clicca italiana sviluppata da Nayma Software e Prograph Research per PC.
L'avventura grafica presenta massicci riferimenti (come, per esempio, alcuni personaggi e oggetti praticamente identici) a giochi LucasArts come Day of the Tentacle o Sam & Max Hit the Road.
Nel 2006 è uscito il prequel, Tony Tough 2: A Rake's Progress, ma non nel paese di creazione del gioco, ancora una volta l'Italia. A fronte di una grafica completamente diversa, quasi più "matura", la storia è invece ambientata nel Nuovo Messico negli anni '50 e pone le basi per la futura carriera da investigatore di Tony, che qui indaga su apparizioni aliene.
Nel 2011 entra tra i titoli supportati da ScummVM mentre il 7 maggio 2015 è stato reso disponibile su Steam.

## Trama
Tony Tough è un investigatore privato che lavora alla prestigiosa agenzia investigativa Wallen & Wallen. Personaggio simpatico e bizzarro, emarginato e deriso dai suoi colleghi per i suoi metodi e le sue idee spesso un po' fantasiose, si è incaricato di dare la caccia a un misterioso ladro che ogni anno ruba dolci la notte di Halloween, e al quale ormai sta dietro da anni. Proprio in una delle tante notti di Halloween viene rapito il suo amato tapiro viola, Pantagruel (che Tony crede essere un cane), e decide così di cercarlo: le sue indagini lo porteranno nel parco di divertimenti vicino all'agenzia, Halloween Park, dove si svolge la maggior parte del gioco. Scoprirà alla fine che Pantagruel era stato rapito dal ladro di dolci ricercato da Tony, Jack o' Lantern, padrone del parco che si voleva vendicare su di lui.

## Modalità di gioco
Tony Tough and the Night of Roasted Moths è un'avventura punta e clicca, con prospettiva in terza persona. La maggior parte degli elementi interattivi consiste nel porre domande agli altri personaggi, nel raccogliere oggetti e nel combinarli tra loro e risolvere diversi enigmi. Il giocatore può accumulare gli oggetti nell'inventario, attraverso il quale può combinarli, usarli ed esaminarli. Certe azioni possono essere compiute in tempi diversi, altre invece risultano inutili ai fini della soluzione, così come alcuni oggetti non vengono mai utilizzati.

## Personaggi
- Tony Tough: Investigatore privato della Wallen & Wallen, ipocondriaco e fissato con gli alieni, vive una vita solitaria indagando su cospirazioni e casi simili, ottenendo solo prese in giro e insulti da parte dei colleghi: per la natura del suo lavoro, è relegato in un ufficio malsano nei sotterranei dell'azienda. È basso di statura e parla spesso con termini scientifici, spesso nei momenti meno probabili e con risultati comici, anche se non disdegna momenti di sarcasmo e ironia pungente di cui fa spesso uso anche in dei momenti di rottura della quarta parete, specialmente se il giocatore cerca di fargli fare cose assurde o impreviste. È doppiato da Luca Sandri.
- Pantagruel: Tapiro viola di Tony, che quest'ultimo però crede essere un cane. È goloso di dolci e parla in un modo bizzarro e incomprensibile che Tony travisa tutte le volte.
- Dudley e Butch: due colleghi di successo di Tony, passano il tempo spettegolando fra loro e prendendo in giro il protagonista. Sono doppiati da Antonio Paiola e Pietro Ubaldi.
- Bigliettaia: Vecchia donna all'ingresso del parco che controlla chi entra nella struttura per assicurarsi che paghi il prezzo del biglietto. È doppiata da Emanuela Pacotto.
- Jack O' Lantern: Il rapitore di Pantagruel e padrone di Halloween Park, di cui non si sa il vero nome. Da ragazzino abitava di fronte alla casa di Tony, e una sera di Halloween, a causa di una fortuita serie di eventi, gli cadde una zucca in testa che non si poté più togliere. Da quel giorno giurò vendetta contro Tony. È doppiato da Pietro Ubaldi.
- Timothy e padre: Un ragazzino vestito da cowboy e suo padre vestito da carcerato (in realtà un vero carcerato evaso da poco per portare il figlio al parco) che bivaccano all'ingresso per tutto il tempo. Sono doppiati da Claudio Moneta e Pietro Ubaldi.
- Cervellone: Scienziato dalla testa enorme e addetto al gioco delle tredici zucche nel parco, sfida Tony a giocare con lui. È doppiato da Pietro Ubaldi.
- Cornelius Woodward IV: Capitano della nave pirata attraccata al molo, Il Beluga Molle, ha il tipico aspetto e vestiario da pirata, compreso di gamba di legno. Passa il tempo seduto su un barile intrattenendo i turisti e digrignando i denti rabbiosamente. È doppiato da Antonio Paiola.
- Lorenz: mago del parco e indovino, anche lui intrattiene i turisti leggendo il futuro nella sfera di cristallo e compiendo altre magie. È doppiato da Claudio Moneta.
- Rufus: è il "forzuto" del parco e detiene il record al forzometro con il suo martello. Sarcastico e pieno di sé, è in compagnia di due ragazzini del posto travestiti da diavoletto e da pupazzo di neve. È doppiato da Pietro Ubaldi.
- Diavoletto: Unico personaggio muto del gioco, non parla a causa di un evento che lo ha traumatizzato.
- Pupazzo di neve: Anche lui molto sarcastico e scontroso nei confronti di Tony. È doppiato da Emanuela Pacotto.
- Donna barbuta: una delle attrazioni più note del parco, è estremamente abbattuta a causa del suo aspetto che l'ha privata della sua femminilità e del suo fascino. È doppiata da Emanuela Pacotto.
- Biff: Guardia del parco. È seduto alla locanda della nave pirata aspettando che l'oste gli serva un pollo arrosto. È doppiato da Claudio Moneta.
- Pirata triste: Tipico pirata robusto e dall'aspetto truce, in realtà è stato privato di emozioni dal tipo di vita che ha fatto e passa la sera alla locanda con aria afflitta. È doppiato da Antonio Paiola.
- Polly: La pappagalla del capitano Cornelius. Sorveglia la sua cabina sulla nave ed è molto chiacchierona. È doppiata da Emanuela Pacotto.
- Mortimer: Proprietario del Bazar di Mortimer, dove vende articoli esoterici, è tutto vestito di nero con piccoli occhiali neri e ha come animale da compagnia un corvo chiamato, curiosamente, Antilope. È sua la stanza 206 nel condominio segreto del parco. È doppiato da Pietro Ubaldi.
- Bestia: un gorilla enorme rinchiuso in una gabbia da circo per intrattenere i turisti, in realtà sa parlare e grazie ai libri passatigli da Mortimer ha sviluppato un'intelligenza e una cultura notevoli, e sogna ogni giorno di tornare in libertà. È doppiato da Pietro Ubaldi.
- Carminuccio: Pizzaiolo italiano, proprietario della pizzeria del parco Da Carminuccio 'o Zuzzuso. Non fa altro che dormire seduto davanti al locale, nonostante Tony gli possa parlare nel tentativo di farlo svegliare.
- Venditore di hot-dog: Passa tutto il tempo affacciato al suo camioncino a dormire, esattamente come Carminuccio, totalmente ignaro di quello che succede intorno a lui.
- Vecchina: anziana signora gentile e dimessa che abita nel condominio segreto del parco, mette un annuncio per cercare il suo gatto scomparso. È doppiata da Emanuela Pacotto.
- Wally: Un ragazzino che ha urgenza di andare in bagno, che è usato da un misterioso occupante che non lo fa entrare. È doppiato da Emanuela Pacotto.
- Shmiley: È un clown cinico e non particolarmente bravo, infatti fa scappare tutti i suoi clienti a causa della sua comicità scadente e dei suoi modi scostanti, oltre a essere sempre circondato da mozziconi di sigaretta. Compare solamente nella modalità difficile del gioco. È doppiato da Claudio Moneta.
- Colf: Domestica del castello, molto ligia al dovere. È doppiata da Emanuela Pacotto.
- Oste della nave pirata: Non fa altro che pulire un bicchiere e battibeccare con Biff sul pollo arrosto che gli dovrebbe servire. È doppiato da Antonio Paiola.
- Anchorman: giornalista incaricato di intervistare l'impiegato del mese del parco, che non arrivando mai lo obbliga ad aspettarlo alla locanda della nave. È doppiato da Claudio Moneta.
- Chuck e Harold: coppia di attori che fanno le statue viventi nel giardino del castello. Siccome hanno un contratto da rispettare, sono obbligati a rimanere immobili fino alla fine della loro performance. Sono doppiati da Pietro Ubaldi e Claudio Moneta.
- Guardia del castello: guardiano basso di statura e irascibile, sorveglia l'ingresso al castello del parco con la sua fida cagnetta, Milù. È doppiato da Claudio Moneta.
- Pin up: una ragazza che si è messa dentro una grande torta come sorpresa per il grande party finale nel parco; finisce con l'addormentarsi dentro la torta, nel castello, in attesa dei festeggiamenti. È doppiata da Emanuela Pacotto.
- Isabella: Ragazza addetta all'attrazione del Tunnel dell'Amore, sarcastica e pungente nei confronti di Tony. È doppiata da Emanuela Pacotto.
- Vecchio nel pozzo: anziano uomo relegato in fondo al Pozzo dei desideri nel castello, passa il tempo a contare l'enorme quantità di monete che i turisti gli hanno lanciato in cambio di risposte ad enigmi e domande particolari. È doppiato da Antonio Paiola.
- Gwendel: Giullare del castello e artista performante antipatico e presuntuoso, Tony lo troverà intento a provare uno dei suoi numeri. È doppiato da Claudio Moneta.